# Puerto López (Équateur)
Pour les articles homonymes, voir Puerto López.
Puerto López est une ville côtière située en Équateur, dans la province de Manabí. Elle est le chef-lieu du canton de Puerto López.
La population de la ville était de 7 720 habitants au recensement de 2001. Les activités économiques principales de la ville sont la pêche, le tourisme, et le commerce.

## Géographie
Puerto López est situé dans le parc national Machalilla, une réserve importante de biodiversité.
L'île de l'Argent (espagnol : Isla de la Plata), est situé à 40 km, au nord-ouest, de la ville.